# Mount Garth
Mount Garth är ett berg i Kanada.   Det ligger i provinsen Alberta, i den centrala delen av landet, 3 100 km väster om huvudstaden Ottawa. Toppen på Mount Garth är 2 750 meter över havet.
Terrängen runt Mount Garth är huvudsakligen bergig, men den allra närmaste omgivningen är kuperad. Trakten runt Mount Garth är nära nog obefolkad, med mindre än två invånare per kvadratkilometer.. Det finns inga samhällen i närheten. 
Trakten runt Mount Garth består i huvudsak av gräsmarker.